# Kaliumpolyvinylsulfat
Kaliumpolyvinylsulfat (KPVS) ist ein Polymer und ein Derivat der Polyvinylschwefelsäure.

## Verwendung
KPVS wird unter anderem bei der Polyelektrolyt-Titration zur Bestimmung von Polykationen eingesetzt. Dabei lagern sich die negativen Zentren des KPVS an die positiven Zentren des Analyten an. Sobald das KPVS im Überschuss zugegeben wurde, färbt sich der Indikator (o-Toluidinblau) von blau nach rot und der Äquivalenzpunkt der Titration ist erreicht. KPVS kann auch bei der potentiodynamischen Elektropolymerisation von Pyrrol eingesetzt werden.